# Alfonso Pérez Muñoz
Alfonso Pérez Muñoz (Getafe, 1972. szeptember 26. –) spanyol válogatott labdarúgó.

## Pályafutása
A Getafe és a Real Madrid akadémiáján nevelkedett. Az utóbbi tartalék csapatában 1989 és 1992 között szerepelt, 1991-től már a felnőttek közt is számításba vették. 1991. február 24-én a Real Zaragoza ellen debütált a bajnokságban, a 64. percben Paco Llorente váltotta őt. Az 1994–1995-ös szezonban megnyerték a csapattal a bajnokságot. 1995 nyarán a Real Betis csapatába igazolt és a második szezonjában 25 bajnoki gólt szerzett. 2000-ben a Barcelona klubjának lett a játékosa. 2000. szeptember 9-én a Málaga CF elleni bajnoki mérkőzésen debütált kezdőként a klubban. 2002 januárjában fél évre kölcsönbe a francia Marseille játékosa lett. Itt 11 bajnokin 4 gólt szerzett, a Sedan klubja ellen duplázott. Szerződése lejártát követően volt klubja a Real Betis igazolta le. 2005 júliusában éejárt a szerződése és visszavonult, majd csatlakozott a Real Madrid veterán csapatához.

## Válogatott
Tagja volt az aranyérmes olimpiai válogatottnak, amely a hazai rendezésű tornán szerepelt 1992-ben. A felnőtt válogatott tagjaként az 1996-os labdarúgó-Európa-bajnokságon és 2000-esen is részt vett, valamint az 1998-as labdarúgó-világbajnokságon.

## Sikerei, díjai

### Klub
- Real Madrid
  - Spanyol bajnok: 1994–95
  - Spanyol kupa: 1992–93
  - Spanyol szuperkupa: 1990, 1993
- Real Betis
  - Spanyol kupa: 2004–05

### Válogatott
- Spanyolország U23
  - Olimpiai játékok: 1992

### Egyéni
- Az év spanyol labdarúgója: 1998